# Fervaal
Fervaal är en opera (action musicale eller lyriskt drama) i tre akter och en prolog med musik av Vincent d'Indy, opus 40. Kompositören skrev sitt eget libretto, som delvis byggde på den lyriska dikten  Axel av Esaias Tegnér. D'Indy arbetade på operan mellan åren 1889 och 1895, och partituret publicerades 1895.

## Uppförandehistorik
Fervaal hade premiär på Théâtre de la Monnaie i Bryssel den 12 mars 1897. Den sattes upp i Paris åren 1898 och 1912. Den första av 13 föreställningar på Théâtre National de l'Opéra-Comique (Théâtre du Châtelet) (10 maj 1898) dirigerades av André Messager och bland sångarna återfanns Raunay och Imbart de la Tour från premiären i Bryssel, tillsammans med Gaston Beyle, Ernest Carbonne och André Gresse.
Den sista scenversionen av verket spelades 1912-13 (på Parisoperan, åter med Messager som dirigent) och sedan dess har inte verkets satts upp igen, men som konsertversion gavs den av RTF 1962. Operan i Bern gav den i två konsertföreställningar dirigerad av Srboljub Dinić, den 28 maj och 18 juni 2009. Den gavs också som konsertversion av American Symphony Orchestra, dirigerad av Leon Botstein den 14 oktober 2009 på Avery Fisher Hall i Lincoln Center i New York.
Samtida kommentarer, såsom från Maurice Ravel beskrev Fervaal som starkt påverkad av Richard Wagners operor., som till exempel Parsifal Anya Suschitzky har publicerat en lång analys av operan i kontext av fransk nationalism och Wagners inflytande på franska kompositörer.  Dirigenten James Ross  har studerat Fervaal i kontexten av dåtida fransk politik. Manuela Schwartz har diskuterat sambandet mellan historien i Axel och operan Fervaal.
Vad gäller religiöst tema med hedendom versus kristendom använder d'Indy den gamla musikaliska melodin "Pange, lingua" som en musikalisk representant för den nya religionens (kristendomen) överlägsenhet mot den gamla (hedendomen).

## Personer
| Roller                                                     | Stämma    | Premiärbesättning den 12 mars 1897 Dirigent: Philippe Flon) |
| ---------------------------------------------------------- | --------- | ----------------------------------------------------------- |
| Fervaal, keltisk hövding                                   | tenor     | Georges Imbart de la Tour                                   |
| Guilhen, Saracen                                           | sopran    | Jeanne Raunay                                               |
| Arfagard, Druid                                            | baryton   | Henri Seguin                                                |
| Kaïto                                                      | kontraalt | Eugénie Armand                                              |
| Lennsmor, präst                                            | tenor     | Paul Isouard                                                |
| Grymping, präst                                            | baryton   | Hector Dufranne                                             |
| Herden                                                     |           | Julia Milcamps                                              |
| Budbäraren                                                 | baryton   | Cadio                                                       |
| Ilbert (keltisk hövding)                                   | tenor     | Dantu                                                       |
| Chennos (keltisk hövding)                                  | tenor     | Gillon                                                      |
| Ferkemnat (keltisk hövding)                                | tenor     | Victor Caisso                                               |
| Gwelkingubar (keltisk hövding)                             | bas       | Henri Artus Blancard                                        |
| Berddret (keltisk hövding)                                 | bas       | Delamarre                                                   |
| Helwrig (keltisk hövding)                                  | bas       | Charles Danlée                                              |
| Geywhir (keltisk hövding)                                  | bas       | Van Acker                                                   |
| Buduann (keltisk hövding)                                  | bas       | Roulet                                                      |
| Penwald (keltisk hövding)                                  | bas       | Verheyden                                                   |
| Edwig (keltisk hövding)                                    | tenor     | Luc Disy                                                    |
| Moussah                                                    | tenor     | Luc Disy                                                    |
| Bönder, Saracener, Präster och prästinnor, Barder, Krigare |           |                                                             |

## Handling

### Prolog
Saracenerbanditerna överfaller och sårar Fervaal och Arfagard. Trollkvinnan Guilhen, dotter till saracenernas emirar, räddar dem från döden. Guilhen förälskar sig i Fervaal och erbjuder sig att kurera honom. Fervaal förs till Guilhens palats.

### Akt I
Arfagard förklarar för Fervaal om hans bakgrund och uppväxt. Fervaal är son till en keltisk kung från lander Cravann, och är den siste ättlingen till de gamla gudarna ("Nuées). Han får uppdraget att rädda sitt hemland från invasion, men måste i gengäld avsäga sig kärleken. När Guilhen återvänder återgäldar Fervaal hennes kärlek. Men Arfagard uppmanar Fervaal att lämna henne och fullfölja sitt uppdrag. Efter att han har tagit farväl av Guilhen kallar hon samman en grupp av sina saracener för att hämnas att hon övergivits. De ska invadera Cravann.

### Akt II
Arfagard och Fervaal kommer till Cravann. De rådfrågar gudinnan Kaito. Hon siar:
"Si le Serment est violé, si la Loi antique est brisée, si l'Amour règne sur le monde, le cycle d'Esus est fermé.

Seule la Mort, l'injurieuse Mort, appellera la Vie. La nouvelle Vie naîtra de la Mort."

"Om eden våldförs, om den gamla lagen, om kärleken regerar världen, når Esus tidevarv sitt slut.

Endast döden, orättfärdig död kan frambringa liv. Från döden ska nytt liv födas."
Arfagard förstår inte meningen med profetian. Fervaal inser att med våldet menas hans egen brytning av kärlekseden, och att den förlösande döden kommer till slut. Arfagard introducerar Fervaal för hövdingarna i Cravann och de hälsar honom som sin nye ledare, eller "Brenn". Fervaal förutspår att han kommer misslyckas som ledare och som sitt lands försvarare, men han känner att han kan nå den förlösande döden som ledare i strid. Fervaal försöker förklara situationen för Arfagard, som oroar sig för sitt folks framtid.

### Akt III
Armén i Cravann har förlorat och Fervaal lever trots att han sökte döden i striden. Han ber Arfagard att döda honom som ett offer. Guilhen kommer och Fervaals känslor vaknar på nytt. Han ändrar sig nu. Arfagard försöker döda Fervaal, men Fervaal sticker ned Arfagard. Fervaal för bort Guilhen från slagfältet och de börjar bestiga berget. Utmattas dör Guilhen i Fervaals armar. Fervaal sörjer både Guilhens and Arfagards död. Han hör en ordlös kär som sjunger "Pange, lingua". Fervaal bär upp Guilhens kropp på berget då han inser att den "Nye Gudens" rike är på väg. Medan han försvinner från scenen börjar en ny sol att lysa.